# Phasmalysia haladai
Phasmalysia haladai är en stekelart som beskrevs av Fischer 2006. Phasmalysia haladai ingår i släktet Phasmalysia och familjen bracksteklar. Inga underarter finns listade i Catalogue of Life.